# 마트마르크호
마트마르크호(독일어: Mattmarksee)는 림프피시호른의 대산괴와 슈텔리호른 사이의 해발 2,197m 높이에 있다. 호수에서 보이는 가장 높은 봉우리는 슈트랄호른(4,190m)이다.
마트마르크댐(Mattmark Dam)은 스위스 발레주의 자스 계곡에 있는 저수지이다. 마트마르크댐은 1960년부터 1965년까지 건설되었다. 호수의 표면적은 1.76k㎡이다.

## 마트마르크 재해
1965년 8월 30일, 이탈리아 국적의 56명을 포함한 88명의 건설 노동자가 알라린 빙하의 붕괴로 인해 2,000,000m³의 얼음과 잔해 아래에 묻혔다. 빙하혀 바로 아래에 숙박 막사를 짓는 데 수반된 위험성은 결국 고려되지 않았다. 스위스의 다른 저수지는 건설 중 이렇게 많은 희생자를 낸 곳은 없었다. 사고 후 7년 후, 발레주의 사법부는 일레크트로바트의 엔지니어와 관리자, 스위스 사고 보험 기금 관리를 포함한 17명의 피고 모두에게 무죄를 선고했다. 2005년에 저널리스트인 쿠르트 마르티는 건설 현장의 책임자들이 알라린 빙하의 위험성을 알고 있었고, 법원은 판결에서 모든 혐의 사실을 무시했다고 밝혔다.

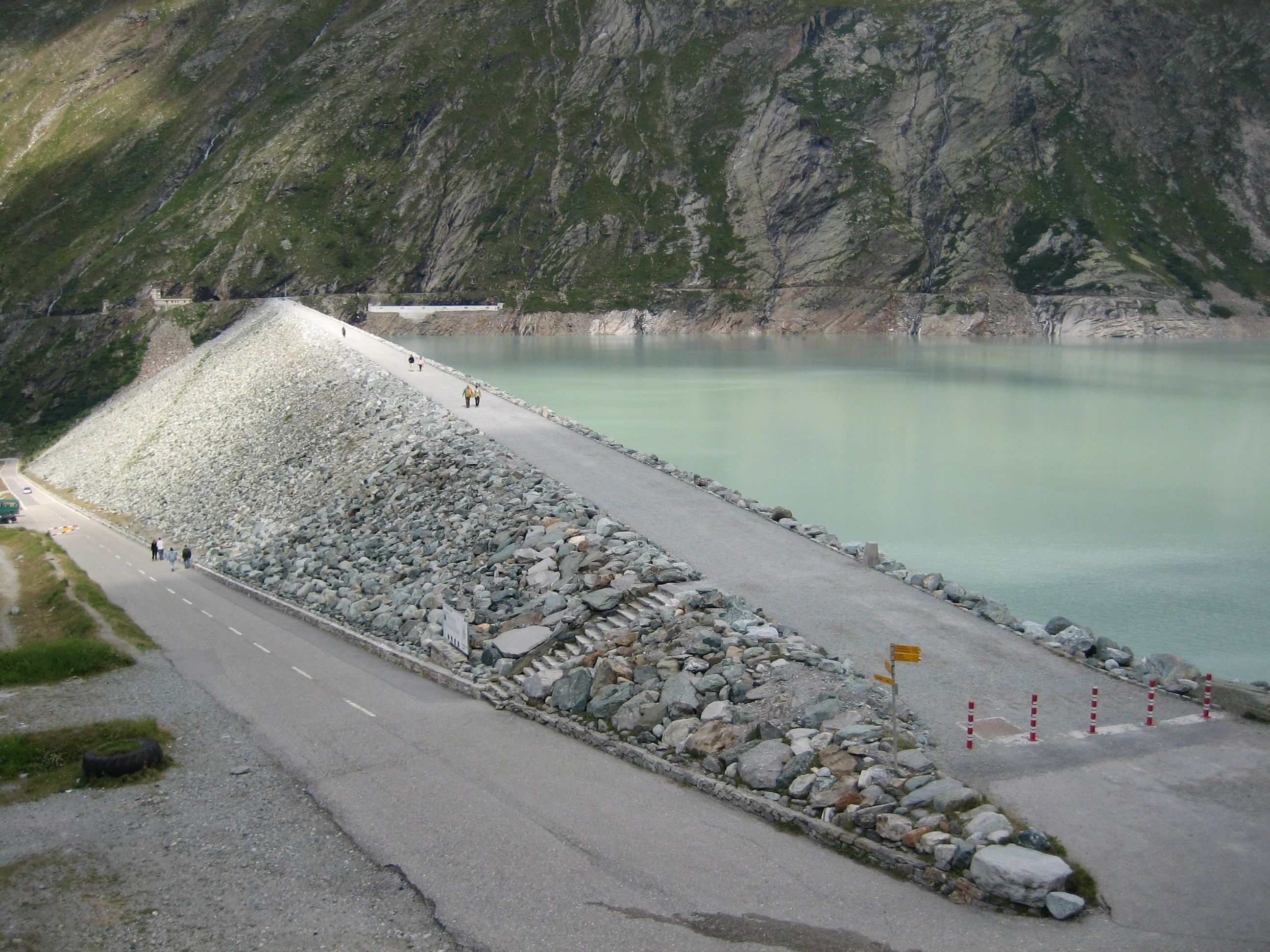
마트마르크댐